# Carola Reinsberg

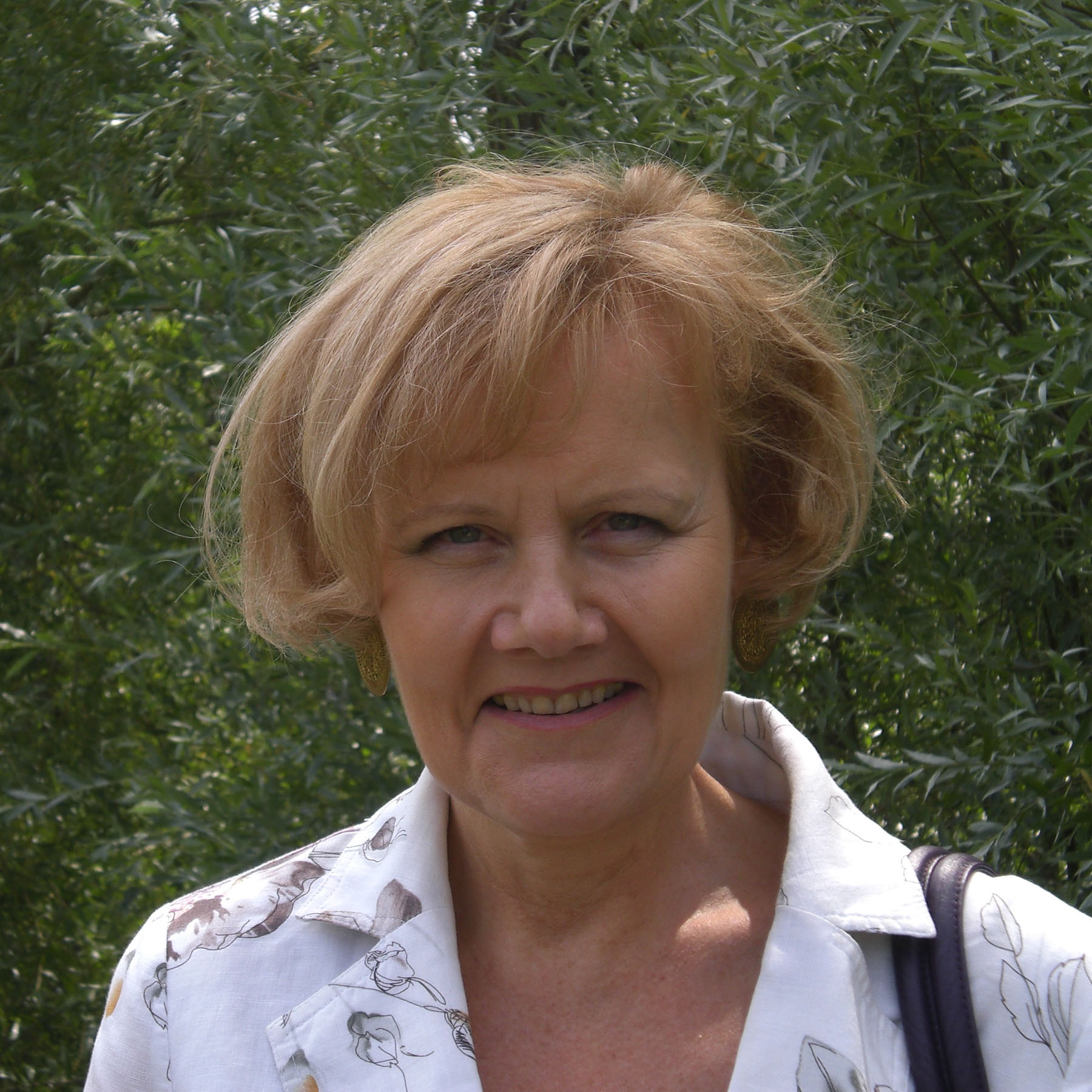
Carola Reinsberg (2010)

Carola Reinsberg (* 1949) ist eine deutsche Klassische Archäologin.

## Leben
Carola Reinsberg studierte an der Universität Bonn und der Universität Freiburg Klassische Archäologie, Klassische Philologie und Alte Geschichte. In Bonn wurde sie 1977 bei Nikolaus Himmelmann mit einer Arbeit zum Thema Studien zur hellenistischen Toreutik. Die antiken Gipsabgüsse aus Memphis promoviert. Schon zuvor arbeitete sie als Hilfskraft auf der Samosgrabung des Deutschen Archäologischen Instituts. Nach der Promotion konnte sie 1977/78 mit Hilfe des Reisestipendium des Deutschen Archäologischen Instituts die Mittelmeerländer bereisen. Danach wurde Reinsberg Wissenschaftliche Mitarbeiterin am Forschungsprojekt Die antiken Sarkophagreliefs, angesiedelt am Archäologischen Seminar der Universität Marburg. Anschließend wurde Reinsberg Wissenschaftliche Mitarbeiterin am Archäologischen Institut der Universität Frankfurt. Dort erfolgte 1993 auch die Habilitation, Thema der Habilitationsschrift war Vita Romana. Vertretungsprofessuren führten sie an die Universität München und die Universität Mainz. 1994 erfolgte ein Ruf auf den Lehrstuhl für Klassische Archäologie an die Universität des Saarlandes in Saarbrücken, wo Reinsberg von März 1995 bis August 2014 lehrte und anschließend bis 2018 zur Seniorprofessorin bestellt wurde. Zugleich war sie auch Direktorin der dortigen kleinen Antikensammlung und der Abgusssammlung griechischer und römischer Kleinkunst und Skulpturen.
Forschungsschwerpunkte Reinsbergs sind die griechische und römische Plastik, die Sepulkralkunst, die Darstellungen bürgerlicher Lebenswelten, die Selbstdarstellung städtischer Eliten in Athen und Rom, die Bildnisse der antiken Herrscher und Herrscherinnen, Geschlechterstudien, Ikonographie, Stilgeschichte sowie die Antikenrezeption. Einer breiteren Öffentlichkeit ist Reinsberg vor allem durch ihr Buch Ehe, Hetärentum und Knabenliebe im antiken Griechenland bekannt. Mit Peter Robert Franke und Andreas E. Furtwängler gab sie die Schriftenreihe Saarbrücker Studien zur Archäologie und Alten Geschichte heraus, mit Peter Funke, Hans-Joachim Gehrke und Gustav Adolf Lehmann die Schriftenreihe Quellen und Forschungen zur antiken Welt.

## Schriften (Auswahl)
- Studien zur hellenistischen Toreutik. Die antiken Gipsabgüsse aus Memphis (= Hildesheimer ägyptologische Beiträge. Band 9). Gerstenberg, Hildesheim 1980, ISBN 3-8067-8038-2 (Dissertation).
- Ehe, Hetärentum und Knabenliebe im antiken Griechenland (= Beck’s archäologische Bibliothek). C. H. Beck, München 1989, ISBN 3-406-33911-5.
- Vita Romana (= Die antiken Sarkophagreliefs. Band 1: Die Sarkophage mit Darstellungen aus dem Menschenleben. Teil 3). Gebrüder Mann, Berlin 2006, ISBN 978-3-7861-2480-1 (Habilitationsschrift; Digitalisat).
- Der spätarchaische Polyxenasarkophag. In: Antike Plastik. Lieferung 32. Reichert, Wiesbaden 2022, ISBN 978-3-7520-0673-5, S. 1–143.